# سان‌اسپات
سان‌اسپات یا لکه خورشیدی (به انگلیسی: Sunspot) با نام اصلی روبرتو «بابی» داکوستا، یک شخصیت خیالی ابرقهرمان در کتاب‌های کامیک منتشر شده توسط مارول کامیکس است، که اغلب با گروه‌های جهش‌یافته‌های جدید و اکس-فورس مرتبط است. این شخصیت توسط کریس کلیرمونت و باب مک‌لئود خلق شده‌است که برای اولین بار در رمان‌های گرافیکی مارول: جهش‌یافته‌های جدید شماره ۴ام (سپتامبر ۱۹۸۲) معرفی شد. او جهش‌یافته‌هایی اهل برزیل است که قدرت‌هایش شامل جذب انرژی خورشیدی، قدرت ابرانسانی، پرواز، کنترل نور و حرارت می‌شود، عضو گروه‌های ابرقهرمانانه‌ای چون مردان ایکس، مردان ایکس جوان، اکس-فورس و انتقام‌جویان می‌باشد.
آدان کانتو، نقش سان‌اسپات را در فیلم سینمایی مردان ایکس: روزهای گذشته آینده (۲۰۱۴) بازی کرده است. هنری زاگا نیز در فیلم جهش‌یافته‌های جدید (۲۰۲۰) وظیفه بازی در این نقش را بر عهده داشت.